# Археанактид (IV)
Археанактид (IV) — правитель Боспорского царства из династии Археанактидов около 450—437 годов до н. э.
Согласно Диодору Сицилийскому, первая династия царей Боспорского государства, известных как Археанактиды, правила в течение сорока двух лет.
История Боспора этого времени может быть детализирована только благодаря нумизматике. При Археанактидах в Пантипакее начинают чеканиться монеты при святилище Аполлона. Выпуск же их обычно являлся прерогативой монархической власти, поэтому, возможно, Диодор Сицилийский и охарактеризовал Археанактидов как царей. При правителе, названном историком В. А. Анохиным «Археанактидом (IV)», в обиход входит пятая группа храмовых монет, на аверсе которых помещается уже не, как при его двух предшественниках, голова льва, а скальп этого животного. Скорее всего, это изображение было перенято у Самоса. Таким образом, произошёл явный отход от многолетнего использования монетного типа метрополии Пантипакея. Точные причины этого события неизвестны, но Археанактид (IV) смог установить связи с самосскими олигархами, в тот момент находившимися у власти и поддерживать их во время вооруженного столкновения с Афинами. В результате Понтийской экспедиции Перикла владычество Археанактидов было свергнуто и к власти пришел основатель новой династии Спарток I. Возможно, этот переворот произошёл бескровно, когда, не осмелившись выступить против афинян, Археанактиды и их приверженцы удалились в изгнание.